# Nicholas Briggs
Nicholas Briggs (Lyndhurst, 29 de setembro de 1961) é um ator,  escritor, diretor, designer de som e compositor inglês. Ele é mais conhecido por sua participação na série de ficção científica britânica Doctor Who e seus spin-offs, onde dá voz a vários vilões, principalmente aos Daleks e aos Cybermen. Ele também é o co-criador da Big Finish Productions, para o qual ele produziu, dirigiu e escreveu várias peças de áudio, além de atuar em muitas delas.

## Filmografia

### Filmes
| Ano  | Título                                          | Diretor | Roteirista | Ator | Papel                 | Notas                                           |
| ---- | ----------------------------------------------- | ------- | ---------- | ---- | --------------------- | ----------------------------------------------- |
| 1987 | Myth Makers Vol. 7: Myth Runner                 | Sim     | Sim        | Sim  | Myth Runner Ele mesmo | Lançamento caseiro                              |
| 1987 | Wartime                                         |         |            | Sim  | Soldado               | Também assistente de direção Curta              |
| 1989 | Myth Makers Vol. 6: Sarah Sutton/Peter Grimwade |         |            | Sim  | Repórter              | Lançamento caseiro                              |
| 1989 | Myth Makers Vol. 19: Colin Baker                |         | Sim        | Sim  | Repórter              | Lançamento caseiro                              |
| 1991 | The Corridor Sketch                             |         |            | Sim  | Repórter              | Curta                                           |
| 1993 | The Stranger: In Memory Alone                   |         | Sim        | Sim  | Menor                 | Lançamento caseiro                              |
| 1993 | The Airzone Solution                            |         | Sim        | Sim  | Sam Flint             | Lançamento caseiro                              |
| 1994 | The Stranger: The Terror Game                   |         | Sim        | Sim  | Raven                 | Também compositor Lançamento caseiro            |
| 1994 | Myth Makers Vol. 7: Wendy Padbury               |         |            | Sim  | Repórter              | Lançamento caseiro                              |
| 1994 | Myth Makers Vol. 30: Caroline John              |         |            | Sim  | Repórter              | Lançamento caseiro                              |
| 1994 | Myth Makers Vol. 12: Ian Marter                 |         |            | Sim  | Apresentador          | Curta                                           |
| 1994 | Breach of the Peace                             |         | Sim        | Sim  | Evans                 | Lançamento caseiro                              |
| 1995 | Myth Makers Vol. 32: Peter Purves               |         |            | Sim  | N/A                   | Lançamento caseiro                              |
| 1995 | Eye of the Beholder                             |         | Sim        | Sim  | Soldado               | Lançamento caseiro                              |
| 1996 | Myth Makers Vol. 16: Richard Franklin           |         |            | Sim  | N/A                   | Lançamento caseiro                              |
| 1997 | Auton                                           | Sim     | Sim        |      |                       | Lançamento caseiro                              |
| 1998 | Auton 2: Sentinel                               | Sim     | Sim        | Sim  | Mike                  | Lançamento caseiro                              |
| 1999 | Auton 3                                         |         | Sim        |      |                       | Creditado como Arthur Wallis Lançamento caseiro |
| 2008 | Adulthood                                       |         |            | Sim  | Max                   |                                                 |
| 2010 | 4.3.2.1.                                        |         |            | Sim  | Barry                 |                                                 |
| 2011 | Cleaning Up                                     |         |            | Sim  | Ted                   | Curta                                           |
| 2017 | The Lego Batman Movie                           |         |            | Sim  | Daleks                | Lançado no cinema                               |

### Televisão
| Ano           | Título                         | Papel                                                                    | Notas                                   |
| ------------- | ------------------------------ | ------------------------------------------------------------------------ | --------------------------------------- |
| 2002          | Doctor Who: Real Time          | Cybercontroller Professor Osborn                                         | Minissérie                              |
| 2002          | The League of Gentlemen        | Trabalhador do Jardim Central                                            | Episódio: "The Medusa Touch"            |
| 2004          | Coupling                       | Dalek                                                                    | Episódio: "Nightlines"                  |
| 2005–presente | Doctor Who                     | Daleks Cybermen Judoon Ice Warriors Consciência Nestene Jagrafess Zygons | Vozes apenas                            |
| 2006          | Tardisode                      | Dalek                                                                    | Episódio: "Doomsday"                    |
| 2009          | Doctor Who Prom                | O Dalek                                                                  | Telefilme                               |
| 2009          | Lewis                          | Solicitador                                                              | Episódio: "Counter Culture Blues"       |
| 2009          | Torchwood                      | Rick Yates                                                               | Episódio: "Children of Earth: Day Four" |
| 2009          | The Sarah Jane Adventures      | Capitão Tybo                                                             | Episódio: "Prisoner of the Judoon"      |
| 2010          | BBC Proms                      | Diálogo Dalek                                                            | Episódio: "Doctor Who Prom"             |
| 2013          | An Adventure in Space and Time | Peter Hawkins Daleks                                                     |                                         |
| 2013          | The Five(ish) Doctors Reboot   | Ele mesmo                                                                |                                         |

### Jogos eletrônicos
| Ano  | Título                          | Papel                      | Notas                                                                                  |
| ---- | ------------------------------- | -------------------------- | -------------------------------------------------------------------------------------- |
| 2003 | Judge Dredd: Dredd Vs. Death    | Judge Death                |                                                                                        |
| 2010 | Doctor Who: The Adventure Games | Daleks Cybermen Oswald Fox | Episódios: "City of the Daleks" "Blood of the Cybermen" "Shadows of the Vashta Nerada" |
| 2015 | LEGO Dimensions                 | Daleks Cybermen            |                                                                                        |